# 5,6-MDO-DiPT
5,6-MDO-DiPT, или 5,6-метилендиокси-N,N-диизопропилтриптамин - малоизвестное психоактивное вещество из группы триптаминов.  Это 5,6-метилендиокси аналог DiPT. 5,6-MDO-DiPT был впервые синтезирован Александром Шульгиным. Вещество упоминается в его книге TiHKAL (Триптамины, которые я узнал и полюбил), но 5,6-MDO-DiPT никогда не тестировался для того, чтобы узнать какие эффекты он производит на человека.
На настоящий момент очень мало известно о фармакологии, метаболизме и токсичности 5,6-MDO-DiPT.